# Alina
Cette page présente le prénom Alina ainsi que ses variantes.
Alina est un prénom féminin, porté notamment dans les pays slaves et en Roumanie. C'est également un nom de famille.

## Personnalités portant ce prénom
- Pour l'ensemble des articles sur les personnes portant ce prénom, consulter :
  - la liste des articles dont le titre commence par ce prénom
  - les listes produites par Wikidata : Liste des personnes de prénom « Alina » — même liste en incluant les éventuels prénoms composés qui contiennent « Alina ».